# Kilkenny
Kilkenny (Irsk: Cill Chainnigh = Church of Canice) er en middelstor by i det sydøstlige Irland. Det er hovedbyen i County Kilkenny. I selve byen bor 8.661 og inklusive forstæder er indbyggertallet 22.179 i 2006(20.735 i 2002). Det er Irlands mindste købstad (city) både hvad angår areal og befolkningstal. Kilkenny ligger ved floden Nore, og byens placering inde i landet indebærer at det er Irlands eneste købstad, som ikke er påvirket af tidevandet.
Byen er kendt for sin historie og slottet Kilkenny Castle samt for sine hyggelige pubber. Indtil slutningen af det 12. årh. var Kilkenny Irlands hovedstad og mange fine historiske bygninger vidner fortsat om byens historiske højdepunkter.
Kilkenny er et populært turistmål, ikke mindst for irske weekendturister. Kilkennys voksende popularitet hænger sammen med byens og lokalområdets mange seværdigheder kombineret med muligheder for afslapning og et fornøjeligt aftenliv.